# Obbligazione pecuniaria
L'obbligazione pecuniaria è l'obbligazione che ha per oggetto la dazione di una somma di denaro. Il codice civile italiano disciplina tale specie di obbligazione agli art. 1277 e seguenti in ossequio all'importanza che assume l'obbligazione pecuniaria nella vita commerciale.

## Principio nominalistico
Il codice civile stabilisce all'art. 1277 che i debiti pecuniari si estinguono con moneta avente corso legale nello Stato al tempo del pagamento e per il suo valore nominale. È questo quello che viene definito tecnicamente principio nominalistico.
In base a tale principio, se, ad esempio, Tizio si obbliga nel 2003 a concedere a titolo di mutuo mille euro a Caio con l'obbligo di restituirli nel 2013, alla scadenza del termine Tizio potrà pretendere solo la somma di mille euro, indipendentemente dalla svalutazione della moneta e dal minore potere di acquisto della stessa.
Non a tutti i debiti pecuniari si applica il principio nominalistico. Tali sono i debiti di valuta, ma vi sono anche debiti pecuniari, detti debiti di valore, che non subiscono l'applicazione del principio.  Fanno parte di questa categoria i debiti derivanti dal risarcimento del danno, perché l'ammontare del debito deve essere equivalente al valore effettivo del danno.

## Pagamento in contanti
La legge n. 197 del 1991 ha sancito un divieto di effettuare pagamenti in denaro contante per importi superiori a venti milioni di lire, salvo l'intervento di intermediari abilitati (es. una banca) ovvero sia esso eseguito allo Stato o ad altri enti pubblici o all'ufficiale giudiziario.
Il legislatore, per evitare il riciclaggio di denaro sporco, ha impedito ogni forma di pagamento in contante superiore a 12,500 euro. I trasferimenti superiori a 12,500 euro vanno fatti tramite banche o strutture finanziarie.
Dal dicembre 2011 la soglia è stata abbassata a 1000 euro. Dalla legge finanziaria 2016 la soglia è stata portata a 3000 euro. Nel 2024 questo limite è stato portato a 5000 euro.